# 奥沃达
奥沃达（義大利語：Ovodda），是意大利撒丁大区努奥罗省的一个市镇。总面积40.78平方公里，人口1657人，人口密度40.6人/平方公里（2009年）。ISTAT代码为091071。